# 254年
| 千纪： | 1千纪                                                                                           |
| 世纪： | 2世纪 \| 3世纪 \| 4世纪                                                                         |
| 年代： | 220年代 \| 230年代 \| 240年代 \| 250年代 \| 260年代 \| 270年代 \| 280年代                       |
| 年份： | 249年 \| 250年 \| 251年 \| 252年 \| 253年 \| 254年 \| 255年 \| 256年 \| 257年 \| 258年 \| 259年 |
| 纪年： | 甲戌年（狗年）；曹魏嘉平六年，正元元年；蜀汉延熙十七年；东吴五鳳元年                            |

## 大事记
- 中國
  - 曹魏中書令李豐與光祿大夫張緝合謀誅除司馬師，但事敗，李豐和張緝等皆被司馬師誅殺。
  - 10月17日，曹魏大將軍司馬師廢黜曹芳。
  - 11月25日，曹髦即位為帝。正元年號建立。
  - 蜀漢將領姜維第7次北伐，進攻隴西，攻破狄道、河關。
  - 吳侯孫英密謀誅殺孫峻，因事情敗露而自殺（一說孫英不知情而被捲入，只得自殺）。

## 各国领袖

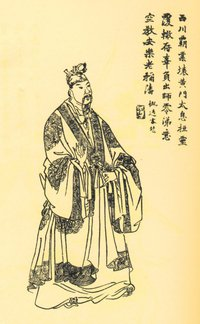
刘禅

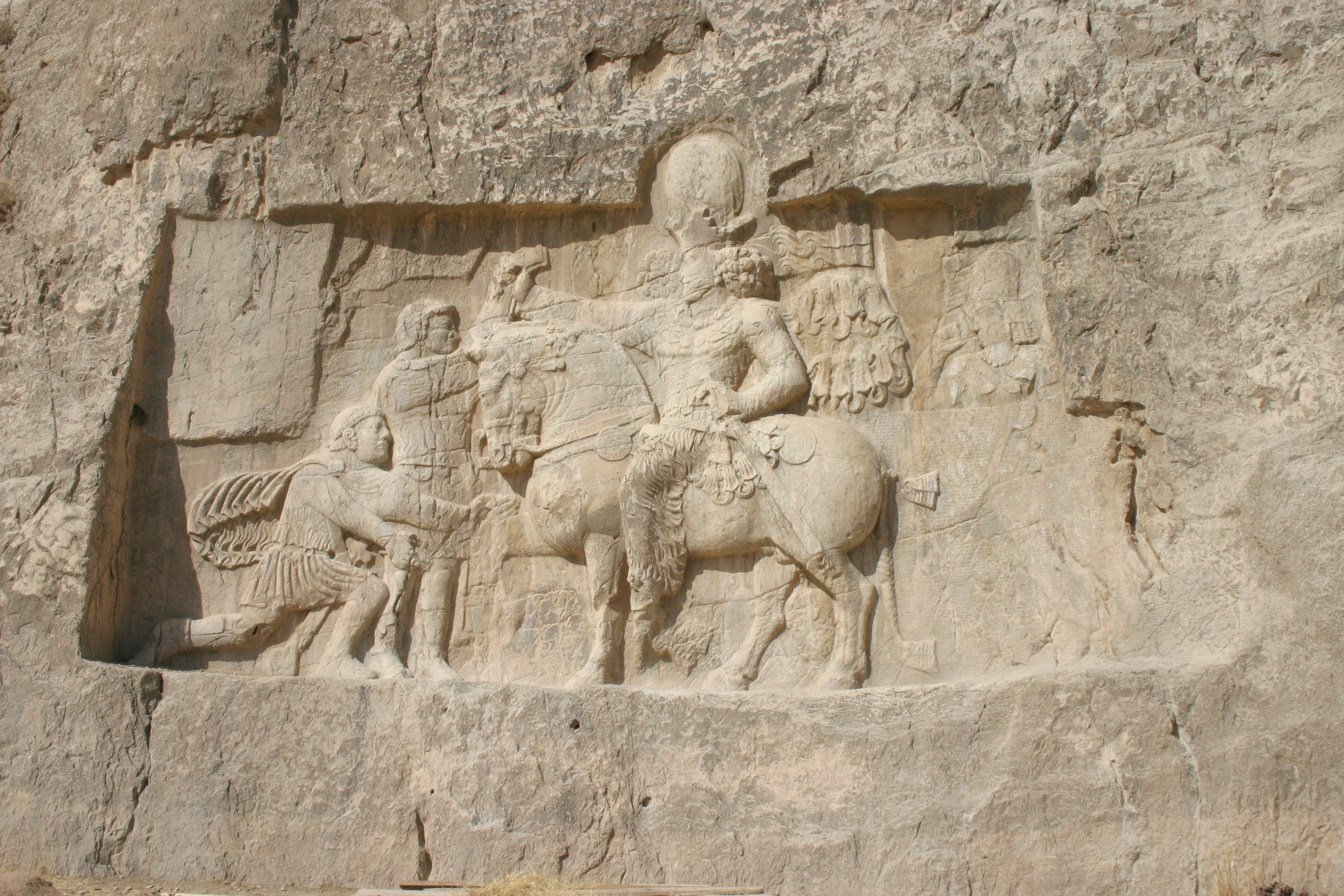
沙普尔一世

### 亞洲
- 中國（三国）
  - 蜀漢皇帝：后主刘禅（223年－263年）
  - 曹魏皇帝：

  1. 魏齐王曹芳（239年－254年）
  2. 魏高贵乡公曹髦（254年－260年）

  -     - 曹魏大將軍、录尚书事司马师（251年－255年）

  - 孙吴皇帝：吴废帝孙亮（252年－258年）
    - 孙吴大将军孙峻（253年－256年）
- 拓跋部 - 拓跋力微, 鲜卑大人（219年－277年）
- 日本- 神功皇后（攝政，200年－270年）
- 朝鲜半岛（朝鲜三国时代）
  - 百济 - 古尔王，百济王 （234年－286年）
  - 伽耶 - 居登王，伽耶君主（199年－259年）
  - 高句丽 - 中川王，高句丽王（248年－270年）
  - 新罗 - 沾解尼師今，新罗王（247年－261年）
- 泰米尔哲罗王朝 - Ilamcheral Irumporai（241年－257年）
- 亚美尼亚- 梯里达底三世，亚美尼亚王（252年－287年）
- 伊比利亚 - 米尔达特二世，伊比利亚国王（249年－265年）
- 贵霜帝国 - 婆什色迦（英语：Vāsishka），贵霜君主（240年－265年）
- 巴克特里亞与健馱邏國- Peroz一世（250年－265年）
- 波斯萨珊王朝 - 沙普尔一世，波斯国王（241年－272年）
- 印度笈多王朝 - 室利笈多（英语：Gupta (king)），笈多国王（240年－280年）

### 欧洲
- 罗马帝国 - 

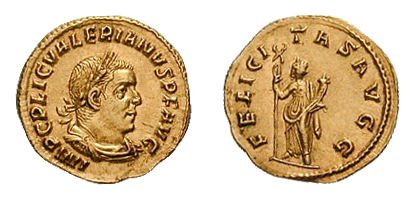
瓦勒良

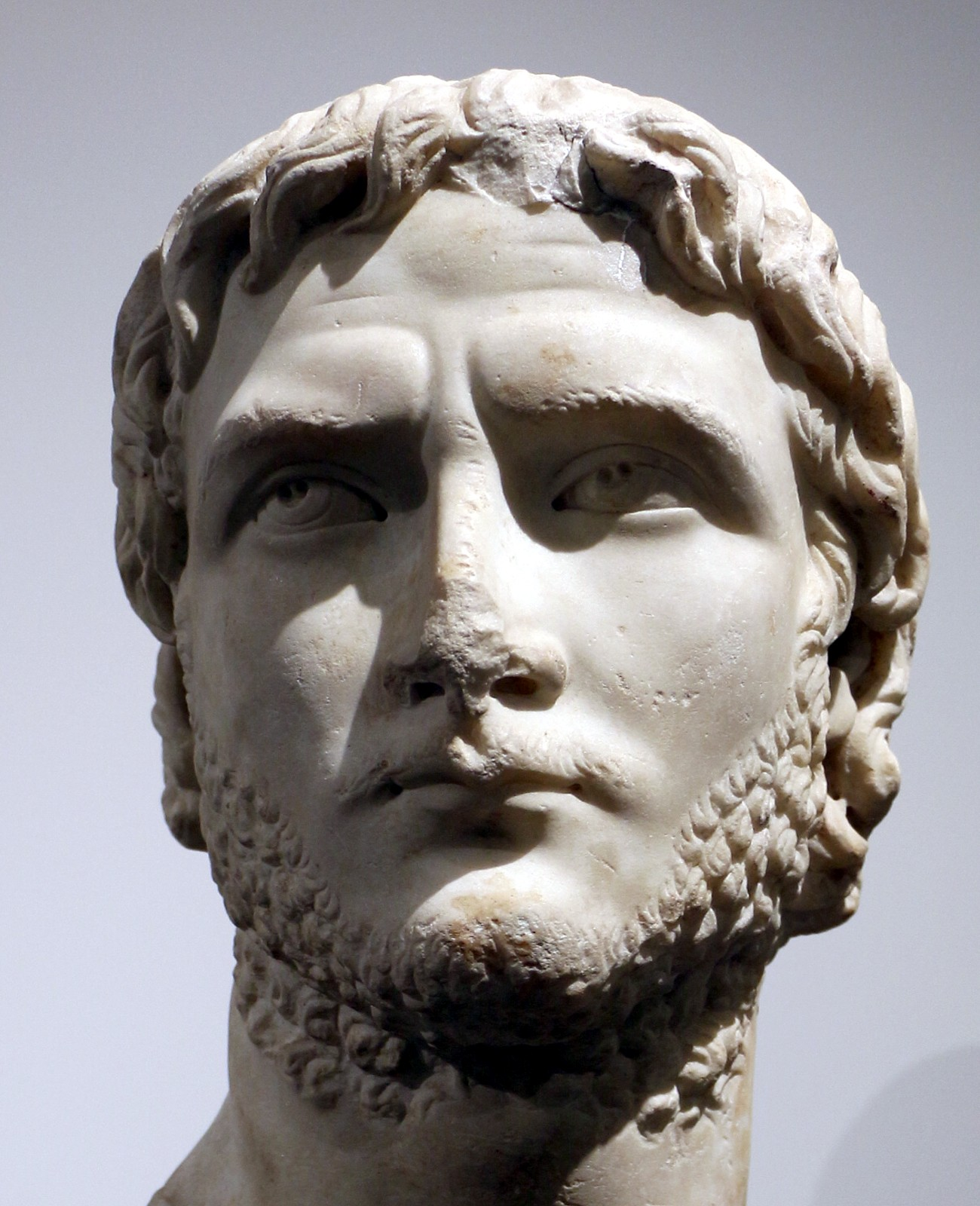
加里恩努斯

  - 瓦勒良，罗马皇帝（东部，253年－260年）
  - 加里恩努斯，罗马皇帝（西部，253年－268年）

### 非洲
- 库施王朝 - Teqorideamani，（246年－266年）

## 逝世
- 張皇后，曹芳第二任皇后。後成為廢后。
- 張美人，曹芳寵妃，被郭太后賜死。
- 禺婉，曹芳寵妃，被郭太后賜死。
- 李豐，曹魏官員。
- 張緝，曹魏官員。
- 夏侯玄，曹魏官員。
- 張嶷，蜀漢將領。
- 孫英，三国時代人物，东吴皇族。孫权之孫，孙权最初皇太子孫登之次子。